# 데이터베이스권
데이터베이스권(database right)은 데이터베이스 제작자가 가지는 권리를 말한다. 저작권과 비교는 되지만 엄밀히 다르다. 저작권에 의해 반영되는 창의적인 면을 수반하지 않더라도 데이터베이스를 쌓아올리는 일에 투자한 것으로 인식시키기 위해 존재하는 권리이다.

## 같이 보기
- 저작권